# Lorin Morgan-Richards

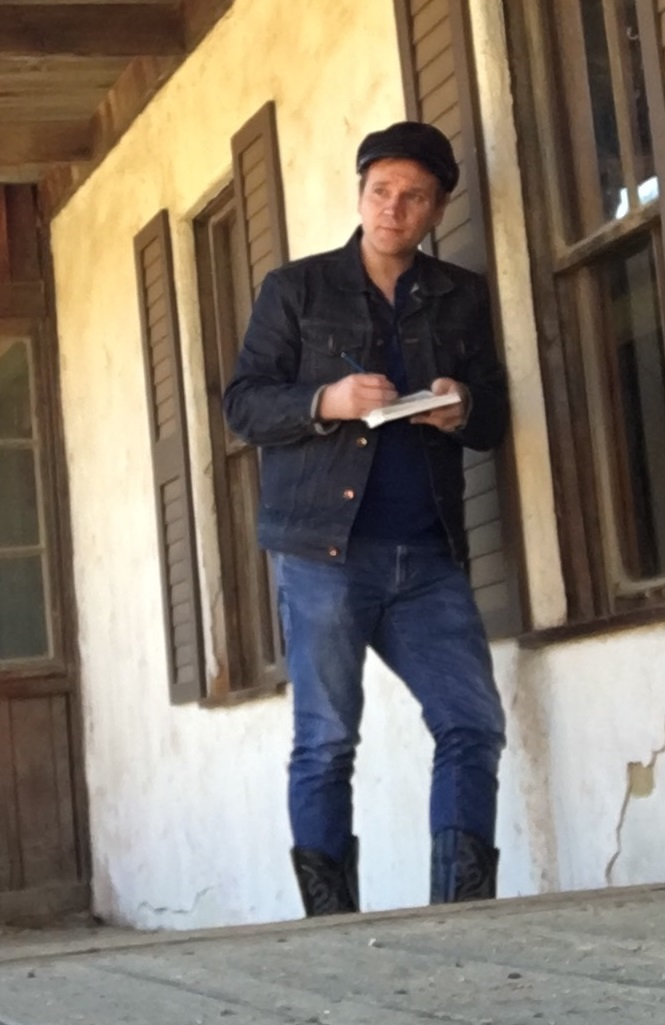
Morgan-Richards (2016)

Lorin Morgan-Richards (ur. 1975) – amerykański pisarz, autor komiksów i książek dla dzieci. Ma przodków z Walii, Szwajcarii i Ameryki.

## Publikacje
- Simon Snootle and Other Small Stories (2009) ISBN 0-9850447-4-8[3][4][5]
- 13 Disturbing Postcards to Send to Your Grandparents (2010) ISBN 0-9830020-0-2
- A Boy Born from Mold and Other Delectable Morsels (2010) ISBN 0-9850447-7-2
- A Little Hard to Swallow (2010) ISBN 0997319313
- A Welsh Alphabet (2010), with notes by Peter Anthony Freeman ISBN 0-9830020-5-3
- The Terribly Mini Monster Book & a Lesser Known Story About a Rare Benign Belbow (2011) ISBN 0-9830020-4-5
- Me’ma and the Great Mountain (2012), with foreword by Corine Fairbanks ISBN 0-9850447-9-9
- Welsh in the Old West (2015), with foreword by Jude Johnson ISBN 0-9830020-9-6[6]
- Dark Letter Days: Collected Works (2016) ISBN 0997319305
- The Night Speaks to Me: A Posthumous Account of Jim Morrison (2016) ISBN 0997319321
- The People of Turtle Island: Book One in the Series (2016) ISBN 099731933X
- Memento Mori: The Goodbye Family Album (2017) ISBN 0997319348
- The Dreaded Summons and Other Misplaced Bills (2017) ISBN 0-9830020-6-1
- Wanted: Dead or Alive...but not stinkin'(2017)ISBN 0997319356
- The Goodbye Family Unveiled (2017) ISBN 9780997319361
- Down West (2018) ISBN 978-0-9830020-7-9
- Nicklesworth: Featuring the Goodbye Family (2018) ISBN 9780997319392
- Gallows Humor: Hangin' with the Goodbye Family (2018) ISBN 9780997319385
- Dead Man's Hand-kerchief: Dealing with the Goodbye Family (2019) ISBN 978-0-9830020-8-6
- The Importance of Being Otis: Undertaking with the Goodbye Family (2019) ISBN 978-1-7332879-0-6
- Yippee Ki-Yayenne Mother Pepper: Getting Saucy with the Goodbye Family (2019) ISBN 978-1-7332879-3-7
- The Goodbye Family and the Great Mountain (2020), ze wstępem Richarda-Lael Lillarda ISBN 978-1-7332879-1-3